# Окарис Бранья, Фернандо
Фернандо Окарис Бранья — Прелат Опус Деи с 23 января 2017 года.

## Биография
Фернандо Окарис Бранья, родился в Париже 27 октября 1944 года, изучал физику в университете Барселоны.
В 1969 году он получил степень лиценциата теологии в Папском Латеранском университете, а в 1971 году, степень доктора в Наваррском университете. В этот же год он был рукоположен в священники.
Автор многочисленных философских и богословских публикаций, в особенности о философии, истории и христологии.
Начиная с 1986 года, советник Конгрегации доктрины веры, а с 1989 — член Папской Римской богословской академии.
23 апреля 1994 года назначен генеральным викарием Прелатуры Опус Деи.
12 декабря 2014 года назначен ауксиалиарием-викарием.

## Труды
- The mystery of Jesus Christ: a Christology and Soteriology textbook , Four Courts Press, Blackrock 1994.
- Vocazione alla santità in Cristo e nella Chiesa , Ateneo Romano della Santa Croce. Santità e mondo. Atti del Convegno teologico di studio sugli insegnamenti del beato Josemaría Escrivá (Roma, 14-14 ottobre 1993) Citta del Vaticano 1994, 27-42
- L' Opus Dei nella Chiesa, ecclesiologia, vocazione, secolarietà ; resp. P. Rodríguez, F. Ocáriz, J.L. Illanes, Casale Monferrato 1993
- Vivir como hijos de Dios . Estudios sobre el Beato Josemaría Escrivá, Eunsa, Pamplona 1993
- El Opus Dei en la Iglesia, Rialp, Madrid 1993
- El misterio de Jesucristo. Lecciones de cristología y soteriología , EUNSA, Pamplona 1991; 1993[2]